# Reial Orde del Mèrit Esportiu
El Reial Orde del Mèrit Esportiu és la més alta distinció que s'atorga a l'esport en Espanya. Es concedeix anualment pel Govern d'Espanya a través del Consell Superior d'Esports, establint-se diferents rangs i categories.
La Constitució espanyola de 1978, en el seu "article: 43.3", consagra com a principi rector en l'actuació dels poders públics el foment de l'educació física i l'esport i facilitar l'adequada utilització de l'oci. En plena conformitat amb aquest mandat constitucional, la Llei General de la Cultura Física i de l'Esport atribueix als poders públics i especialment a l'Estat, àmplies atribucions per impulsar, promocionar i difondre la Cultura Física i l'Esport. Per tal motiu va ser creat l'orde mitjançant Reial decret 1523 del 18 de juny de 1982.

## Característiques
Poden ser reconeguts els espanyols que s'hagin distingit notòriament en la pràctica de l'esport, en el foment i ensenyaments de l'educació física, o que hagin prestat eminents serveis en la recerca, difusió, organització i desenvolupament de la cultura física i de l'esport. També els estrangers que hagin prestat serveis extraordinaris i desinteressats en favor de la cultura física o l'esport espanyols o les corporacions, federacions, clubs o agrupacions esportives, i aquells altres organismes o entitats públiques o privades creditores a tal distinció per algun dels motius expressats als apartats precedents.
L'ingrés es podrà realitzar a proposta del Ministeri de la Presidència o del president del Consell Superior d'Esports, en virtut de moció raonada de les federacions espanyoles, clubs o agrupacions esportives o de corporacions, entitats o organismes públics.

## Categories del guardó
- A títol individual:
  - Màxima condecoració: Gran creu del Reial Orde del Mèrit Esportiu
  - Màximes distincions: Medalla d'or, Medalla de plata i Medalla de bronze
- A persones jurídiques, organismes o entitats:
  - Tres categories: Placa d'or, Placa de plata i Placa de bronze